# Miriam Dattke
Miriam Dattke (24 de junio de 1998) es una deportista de Alemania que compite en atletismo. Ganó una medalla de plata en el Campeonato Europeo de Atletismo Sub-23 de 2019, en la prueba de 10 000 m.